# グラノーラ

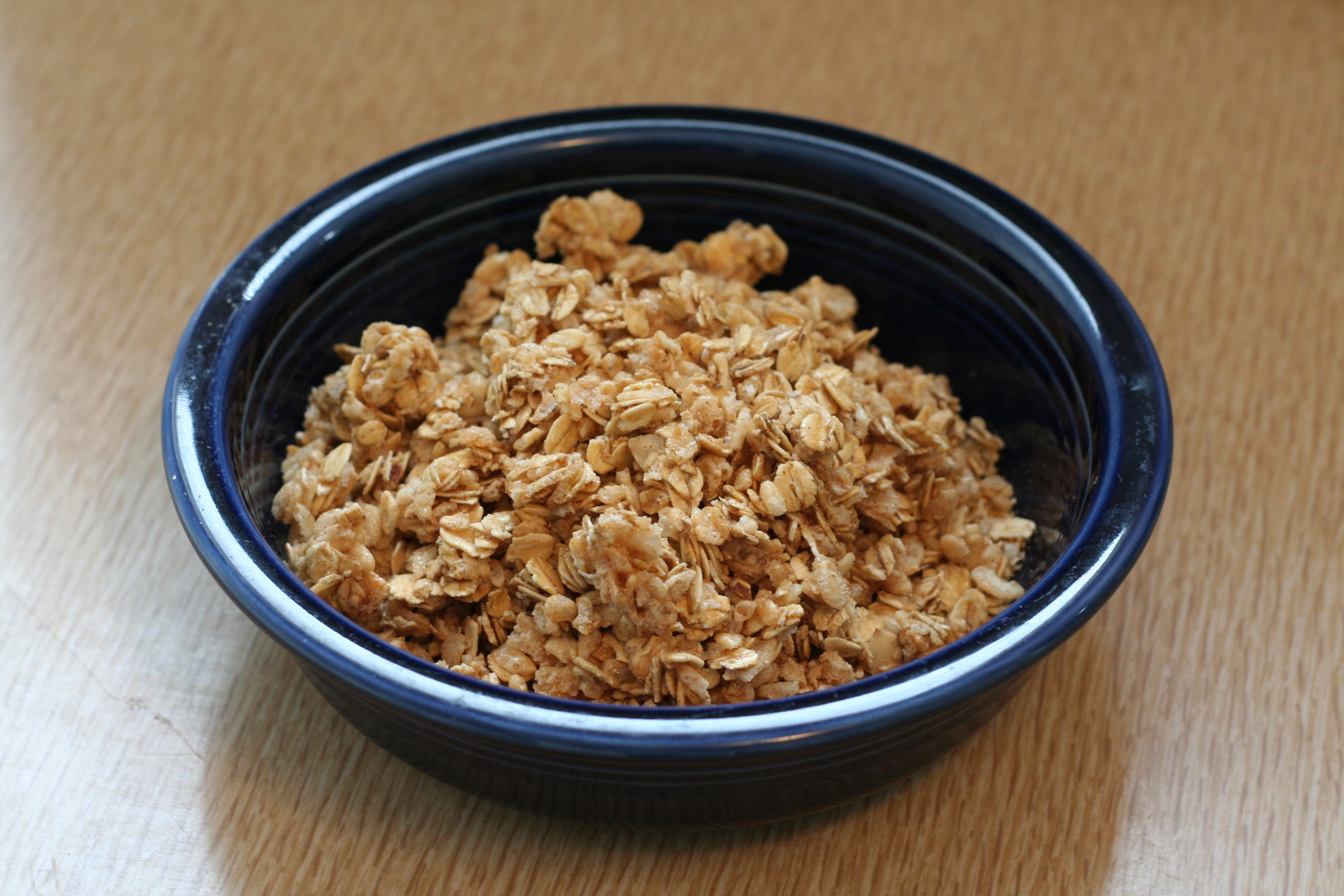
グラノーラ

グラノーラ（granola）は、シリアル食品の一種。
ロールドオーツ（燕麦の押麦）や、麦、玄米、とうもろこしなどを主とした穀物加工品と、ココナッツ、ナッツなどを、砂糖、蜂蜜、メープルなどのシロップ（糖蜜）、植物油とで混ぜてオーブンで焼いたもの。さらにドライフルーツなどが混ぜられることも多い。オーブンで焼く途中に何度かかき混ぜる、もしくは焼き上げた後に破砕することで適当な塊状とする。加熱処理の有無がミューズリーとの違いといえる。

## 概要

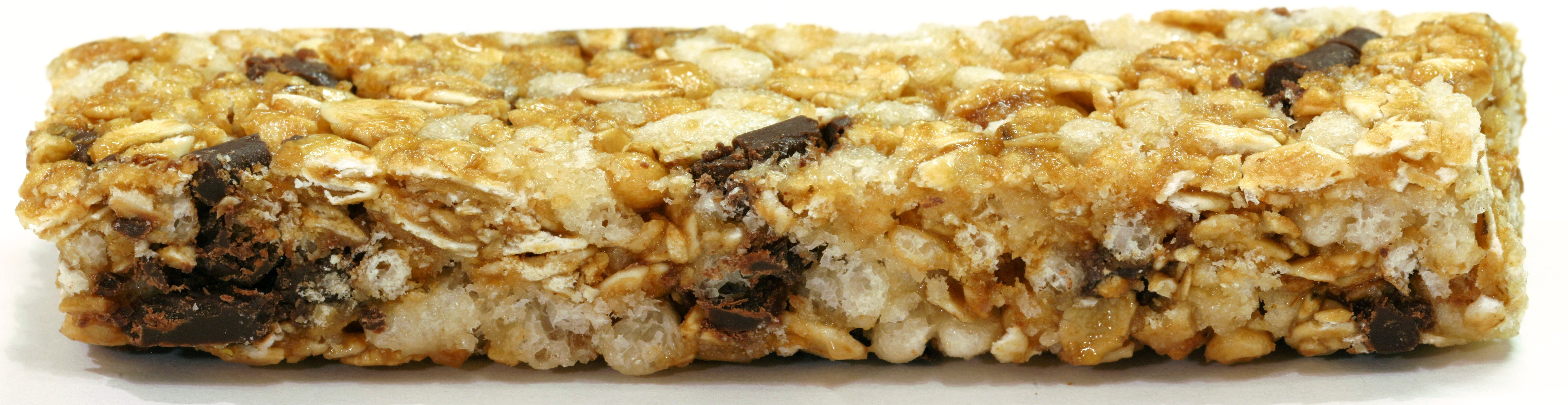
グラノーラ・バー

ヨーグルトや牛乳をかけて朝食としたり、おやつとしてそのまま食べる。軽くて持ち運びやすく、栄養価が高いため、キャンプやハイキングの携帯食にも向いている。今日では、グラノーラを棒状に固めた「グラノーラ・バー」もおやつや携帯食として人気がある。
日本の食品メーカーでは主にカルビー、日清シスコ、日本ケロッグが販売している。グラノーラは加熱処理を行っており原材料の持つ栄養素をある程度失っている場合があるが、各メーカーとも必須ビタミンなどを添加し、高栄養価であることを謳っている。
また、様々な栄養価が高い半面で、糖質（炭水化物）が低めであるため、「低糖質ダイエット」をする人に利用されるなど、日本でも人気の理由にもなっている。ただし、食パンなどと比較してもカロリーは低くないので、食べすぎればダイエット効果はないことに注意する必要がある。

## 歴史
1863年にジェームス・ケイレブ・ジャクソンがサナトリウムの患者のために、グラハム粉を使ったグラニューラ（Granula）を発明する。グラハム粉の生地を伸ばしてシート状にしたあと焼成、粉砕を2度行い小さな粒状にしたもので、とても固く、食べるまでに水や牛乳に長時間浸す必要があった。
1880年頃、ジョン・ハーヴェイ・ケロッグはジャクソンのグラニューラを名称もそのままに模倣した製品を自身の経営するサナトリウムで入所者に提供していた。グラハム粉の代わりに、燕麦などを使用しローラーで押しつぶしてフレーク状にすることにより食べやすくする独自の改良を加えたことにより、このグラニューラは入所者らの好評を得、これに目を付けたジョンの弟であるウィルがこれに砂糖を添加して商品として売り出すことを提案しこの結果ケロッグが創業した。それに続いて多くの類似製品も誕生し、特にジョンのサナトリウムの入所者であったC.W. ポストがケロッグのレシピを盗み出して売り出したグレープナッツは2021年現在でも販売されており、本社をケロッグと同じくミシガン州バトルクリーク市に置いている。ジャクソンはケロッグを訴えたため、ケロッグのグラニューラはグラノーラに改名された。
グラノーラはその後に発明されるコーンフレークなどのより食べやすいシリアル食品に取って代わられ、1960年頃までは健康食品の一つとして細々と販売されていた。1960年代の自然食および健康食品ブームの折りにグラノーラの人気が再燃し、ドライフルーツやナッツを加えて変化をつけ、甘味料を加えて食べやすくし今のような形になった。

## 商標
グラニューラは元々は19世紀後半に開発された全粒穀物の生地を焼いて砕いた健康食品に使用されていた商標で、現代の形のロールドオーツを原料としたサクサクするグラノーラは1960年代のヒッピームーブメントにおける自然主義、健康食品ブームの中で誕生し広まった。
米俗語の用法では、「（人が）健康食品志向の、環境を意識した」、「ヒッピー的カウンターカルチャーに逆戻りしたような（人）」という意味がある。これはグラノーラの持つ健全で自然主義的なイメージが1960年代のヒッピー文化やカウンターカルチャー等と結びつけられているためであり、特にその傾向が強いカリフォルニア州はグラノーラ・ステートとまで呼ばれる。。
「グラニューラ」は今でもオーストラリアでは、オーストラリアン・ヘルス・アンド・ニュートリション・アソシエーション・リミテッド社（Australian Health & Nutrition Association Ltd.）の子会社、サニタリウム・ヘルス・アンド・ウェルビーイング・カンパニー社（Sanitarium Health and Wellbeing Company）の登録商標である。